# Denys Nahnojnyj
Denys Oleksandrovyč Nahnojnyj (in ucraino Денис Олександрович Нагнойний?; trasl. angl.: Denys Oleksandrovych Nahnoynyi; Varva, 3 febbraio 2002) è un calciatore ucraino, centrocampista dello Zorja.

## Carriera

### Club
Nel 2019 è passato allo Zorja dopo gli inizi con Yevropa Pryluky ed UFK-Metal Kharkiv.
Il 9 maggio 2021 ha debuttato in prima squadra nell'incontro di Prem"jer-liha vinto 2-1 contro l'Oleksandrija. Ha segnato il suo primo gol il 4 agosto 2022 nell'incontro valevole per l'andata dei preliminari di Conference League vinto 1-0 contro l'U Craiova.
Nella stagione 2023-2024 ha segnato un gol nella fase a gironi della Conference League.

### Nazionale
Ha giocato nelle nazionali giovanili ucraine Under-18 ed Under-21.

## Statistiche

### Presenze e reti nei club
Statistiche aggiornate al 14 dicembre 2023.
| Stagione        | Squadra         | Campionato      | Campionato | Campionato | Coppe nazionali | Coppe nazionali | Coppe nazionali | Coppe continentali | Coppe continentali | Coppe continentali | Altre coppe | Altre coppe | Altre coppe | Totale | Totale | Totale |
| Stagione        | Squadra         | Comp            | Pres       | Reti       | Comp            | Pres            | Reti            | Comp               | Pres               | Reti               | Comp        | Pres        | Reti        | Pres   | Reti   |        |
| --------------- | --------------- | --------------- | ---------- | ---------- | --------------- | --------------- | --------------- | ------------------ | ------------------ | ------------------ | ----------- | ----------- | ----------- | ------ | ------ | ------ |
| 2020-2021       | Zorja           | PL              | 1          | 0          | CU              | 0               | 0               |                    | -                  | -                  |             | -           | -           | 1      | 0      |        |
| 2021-2022       | Zorja           | PL              | 2          | 0          | CU              | 1               | 0               | UEL                | 0                  | 0                  |             | -           | -           | 3      | 0      |        |
| 2022-2023       | Zorja           | PL              | 13         | 1          | CU              | 0               | 0               | UECL               | 2                  | 1                  |             | -           | -           | 15     | 2      |        |
| 2023-2024       | Zorja           | PL              | 11         | 1          | CU              | 1               | 0               | UEL+UECL           | 0+6                | 0+1                |             | -           | -           | 18     | 2      |        |
| Totale carriera | Totale carriera | Totale carriera | 27         | 2          |                 | 2               | 0               |                    | 8                  | 2                  |             | -           | -           | 37     | 4      |        |